# AAR Eagle
AAR Eagle bezeichnet Rennwagen der 1960er bis 1990er Jahre, die vom Team des Kaliforniers Dan Gurney gebaut wurden. Die Abkürzung AAR stand zunächst für das von Gurney zusammen mit dem früheren US-amerikanischen Rennfahrer Carroll Shelby gegründete Unternehmen All American Racers, in dem Shelby von 1965 bis 1970 in den USA mitwirkte. Unter der Führung von Gurney, der zuvor als Grand-Prix-Pilot erfolgreich war, wurde im englischen Rye (Sussex) ein Parallelunternehmen unter dem Namen Anglo American Racers aufgebaut, um auch in den europäischen Rennserien präsent zu sein. Die Wagen sollten unter der Bezeichnung Eagle (Adler, das Wappentier der USA) an den Start gehen.
Der Reifenhersteller Goodyear fungierte als Geldgeber, mit der Absicht die langjährige Dominanz von Firestone als Reifenlieferant bei den 500 Meilen von Indianapolis zu brechen. Der erste Sieg seit 1919 gelang Goodyear schon beim Indianapolis 500 1967 durch A.J. Foyt auf Coyote-Ford, Eagle gewann 1968.

## In den USA

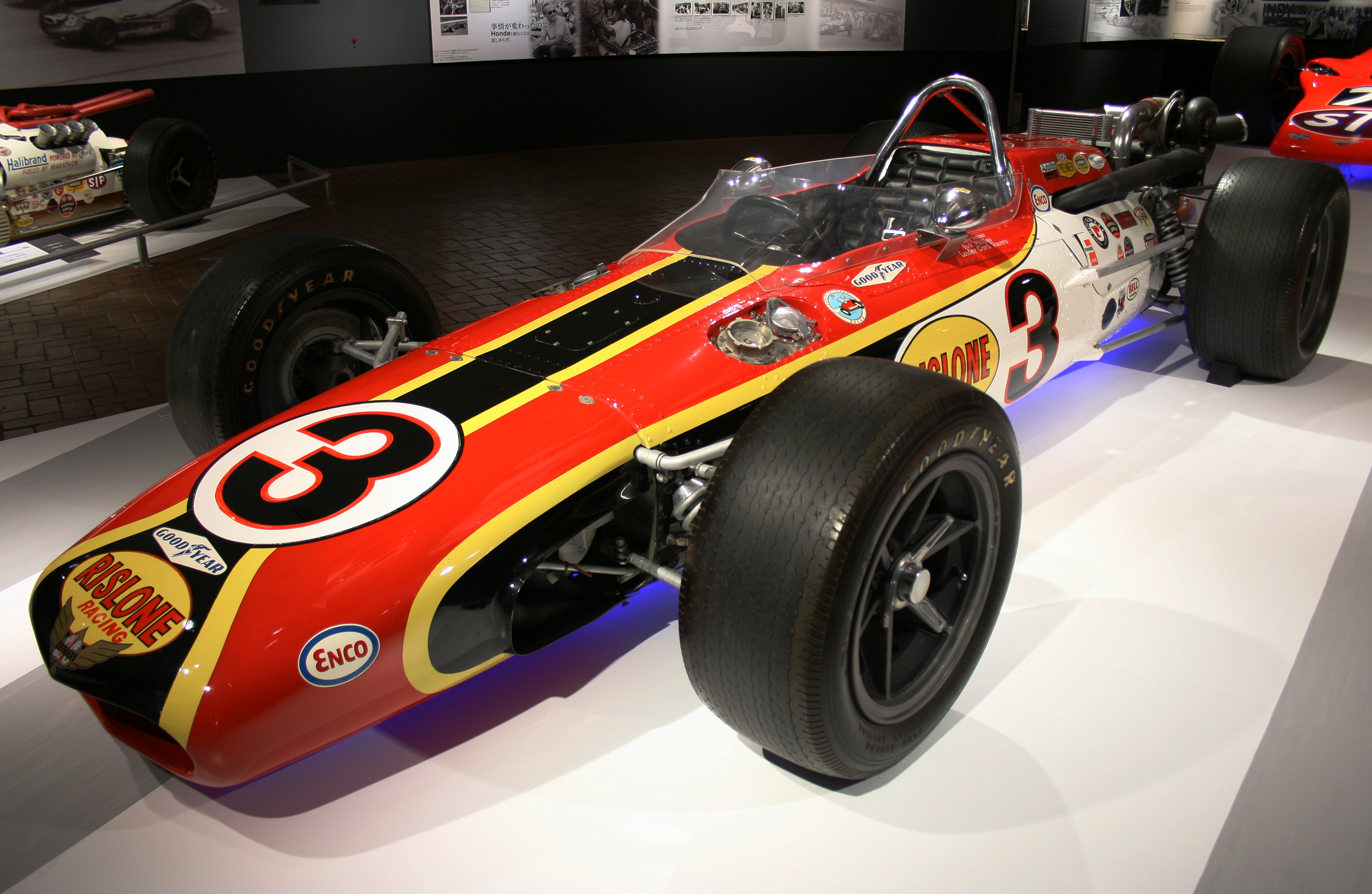
AAR Eagle 68, Siegerwagen von Bobby Unser, mit Offenhauser-Turbomotor

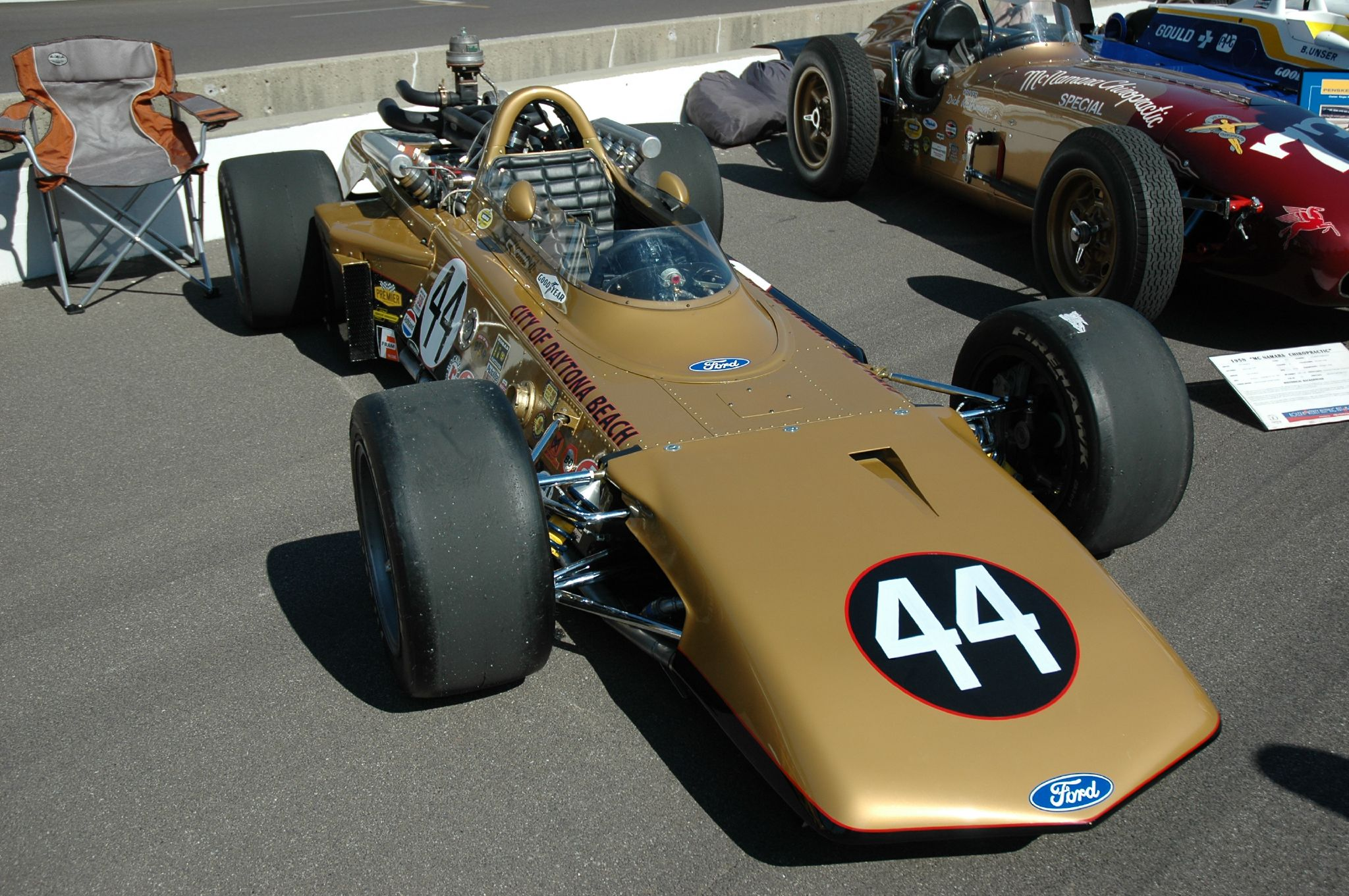
Eagle von Joe Leonard, 1969 6. Platz Indianapolis 500, mit Ford V8 Turbo

Ende der 1960er-Jahre begann das Team in den USA erste große Erfolge zu feiern. 1968 gewann Bobby Unser die 500 Meilen von Indianapolis und die Serie. Goodyear hatte bereits im Vorjahr erstmals seit 1919 wieder den Sieger bereift. Bis 1986 lieferte Eagle zwei weitere Indy-500-Siege, und Fahrzeuge für die US-Monoposto-Serien. Dann wandte sich Gurney zunächst von den Einsitzern ab und wurde Partner von Toyota, um deren Auftritt in der Sportwagenszene aufzubereiten und zu begleiten. Nach der CART-Saison 1999 gab man den Bau von Einsitzern endgültig auf.

## Eagle in der Formel 1

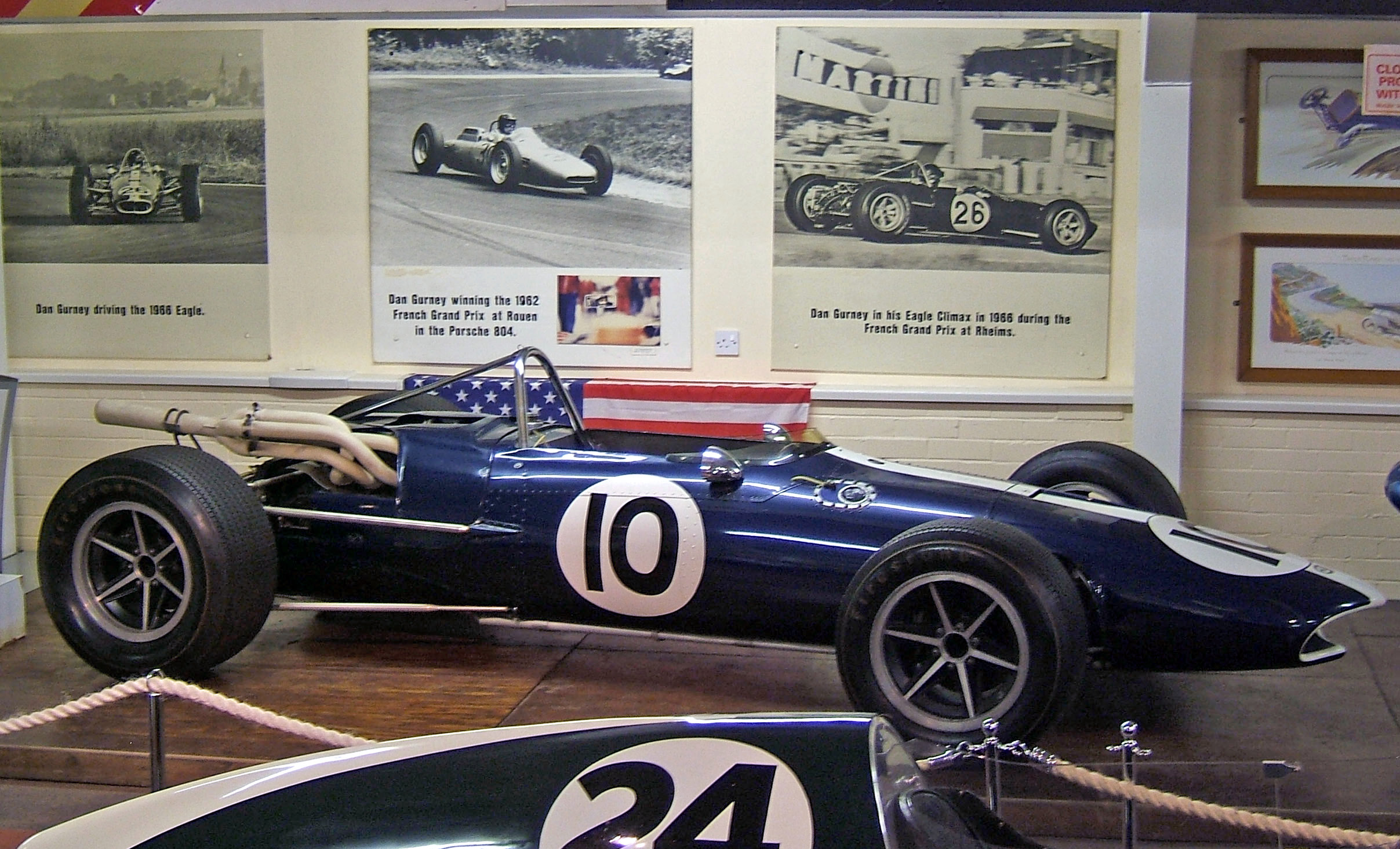
Eagle T1F mit altem Coventry-Vierzylinder für Formel 1 ab 1966

Der erste Entwurf für einen Eagle-Formel-1-Wagen stammte von Len Terry. Das Fahrzeug war so ausgerichtet, dass es sowohl in der Formel 1 als auch – mit Adaptionen – in der USAC-Serie eingesetzt werden konnte. Terry folgte bei der Linienführung dem Lotus 38. Der Wagen, der unter der Bezeichnung Eagle T1G lief, hatte ein Leichtmetall-Monocoque und eine Aufhängung mit Doppelquerlenkern. Gurney gab beim Motorenbauer Weslake einen V-12-Motor in Auftrag und überbrückte die Zeit bis zur Fertigstellung mit alten 2,75-Liter-Coventry-Climax-Vierzylinder-Motoren. Diese waren bis 1960 in der 2,5-Liter-Formel-1 üblich, aber durch die Hubraumbegrenzung auf 1500 Kubik ab 1961 bereits Auslaufmodelle. Ab 1966 wurden kurzfristig drei Liter erlaubt, kein Team hatte einen gut geeigneten Motor. Gurney war daher zu Beginn untermotorisiert, dennoch reichte es zu ersten WM-Punkten beim Großen Preis von Frankreich 1966, als Gurney Rang fünf einfuhr.
Der Weslake-3-Liter-Motor mit vier obenliegenden Nockenwellen brachte mehr Erfolg. Er kam 1966 erstmals in Monza beim Großen Preis von Italien zum Einsatz. Die Zahnradprobleme, die in Monza erstmals auftraten, konnten auch später nicht ganz gelöst werden. Der Motor hatte aber genügend Leistung, allerdings war die Produktion nie auf Serie ausgerichtet und alle Triebwerke blieben Unikate. Das Team hatte immer mit der unterschiedlichen Motorleistung der Triebwerke zu kämpfen und die Teile ließen sich von Motor zu Motor kaum tauschen. Erst als Gurney Motorenbau und Instandhaltung in die eigene Fabrik übernahm, wurden die Probleme gelöst.
Der große Tag für das Team war der Große Preis von Belgien 1967, nur eine Woche nach Gurneys Sieg in Le Mans. Gurney gewann mit dem Eagle-Weslake den ersten und auch einzigen Weltmeisterschaftslauf für Eagle.
Als sich die Aktivitäten immer mehr in die USA verlagerten, nahm das Engagement in der Formel 1 zusehends ab. Die F1-Saison 1968 bestritt Gurney ohne größeren Erfolg mit einer leicht verbesserten Version des T1G. Inzwischen wurde der relativ frei erhältliche Ford-Cosworth-V8 in der F1 zum Standardmotor, ebenso ein Hewland-Getriebe, und viele Teams bauten mit siegfähigen Standard-Komponenten eigene Wagen. 1969 arbeitete Tony Southgate an einem neuen Fahrzeug, das jedoch nie fertig wurde. Der letzte Grand Prix für einen Eagle war beim Große Preis von Kanada 1969 der Einsatz eines Kanadiers mit Hilfe des alten Conventry-Motors, die beiden nachfolgenden Rennen in USA und Mexiko Nordamerika ließ er aus. Eagle hatte sich vollständig aus der Formel 1 zurückgezogen und konzentrierte sich auf die USA.

## Eagle in nordamerikanischen Serien
Gurney's Eagles gewannen mit Bobby Unser das Indy 500 in den Jahren 1968 und 1975, mit Gordon Johncock 1973. Dan Gurney hat 1971 bei Testfahrten seines Indycar-Teams den Gurney Flap entwickelt, eine Abrisskante am Heckflügel, die den Abtrieb erhöht. Insgesamt wurden 51 Champ-Car-/IndyCar-Rennen gewonnen, bis man sich nach der 1999er CART-Saison endgültig von den Einsitzern zurückzog. 1968 und 1969 gewann das Team mit dem Eagle Mk5 die US-amerikanische Formel-5000-Meisterschaft.
Zwischen 1987 und 1995 setzte Gurney in Zusammenarbeit mit Toyota Sportwagen in der IMSA-Serie ein.